# ポンピエ
ポンピエ（フランス語：Pompier）とは、ベルモットをベースに、クレーム・ド・カシスを加え、ソーダで割ったカクテル。ポンピエとはフランス語で消防士のこと。フランスで大衆的に飲まれているカクテルのひとつ。英語圏ではベルモット・カシス(Vermouth & Casis)とも呼ばれる。

## レシピ
現在の一般的なレシピは、次のとおり。
- ドライ・ベルモット - 60ml
- クレーム・ド・カシス - 15ml
- ソーダ - 適宜

大き目のシャンパングラスにベルモットとカシスを注ぎ、ソーダで満たし、軽くステアする。